# Université de Buéa
L'université de Buéa (en anglais : University of Buea) est une université publique, fondée en 1993 et située dans la ville de Buéa, dans la région du Sud-Ouest du Cameroun. Elle est dirigée par un vice chancellor, nommé par décret présidentiel.

## Historique
Première université anglophone du Cameroun, l'université de Buéa voit le jour en mai 1993 à la suite des réformes universitaires ayant entraîné la dissolution de l'université de Yaoundé.

## Organisation
L'université de Buéa est composée de huit facultés et de trois écoles :

### Facultés
- Faculté des Lettres
- Faculté d’Éducation
- Faculté des Sciences
- Faculté des Sciences de la Santé
- Faculté des Sciences Sociales et Sciences de Gestion
- Faculté d’Art Dramatique et d’Art Moderne
- Faculté d'Agriculture et de Médecine Vétérinaire
- Faculté de Génie et Technologie

### École
- École supérieure de traducteurs et d'interprètes (ASTI)
- Collège de la technologie
- École normale supérieure d'enseignement technique de Kumba

## Administration
Depuis sa création en 1993, l'université de Buéa a déjà connu 5 vice chancellors. Le tout premier était une femme, Dorothy Njeuma qui a occupé ce poste de la création jusqu'en 2005. Elle a été remplacée par le professeur Cornelius Lambi, qui a été remplacé après 15 mois seulement par le professeur Vincent Pryde Kehdingha Titanji en décembre 2006. Il est remplacé à ce poste par 7 ans plus tard, en juin 2012 par Pauline Nalova Lyonga Egbe,. Le professeur Ngomo Horace Manga lui succède en juin 2017 ,.
| Mandat    | Noms                  | Qualité                    | Discipline                  |
| --------- | --------------------- | -------------------------- | --------------------------- |
| 1993-2005 | Dorothy Njeuma        | Professeur des Universités | Génétique et embryologie    |
| 2005-2006 | Cornelius Lambi       | Professeur des Universités |                             |
| 2006-2012 | Vincent PK Titanji    | Professeur des Universités | Biotechnologie, immunologie |
| 2012-2017 | Pauline Nalova Lyonga | Professeur des Universités | Littérature                 |
| 2017-     | Ngomo Horace Manga    | Professeur des Universités | Génie chimique              |

## Recherche
Germain Sotoing Taïwe, un enseignant de l'université de Buéa, réalise une recherche innovante pour extraire une substance antidouleur d’une plante, le pêcher africain (Sarcocephalus latifolius).

## Anciens étudiants
- Gwendoline Abunaw, banquière
- Lucas Ayaba Cho, militant séparatiste
- Ebenezer Akwanga, militant séparatiste
- Nsang Dilong, actrice
- Ewube, chanteuse
- Audrey Nabila Monkam, reine de beauté
- Mimi Mefo Takambou, journaliste
- Joëlle Épée Mandengue ou Elyon's (1982- ), dessinatrice et autrice de bande dessinée
- Daphne, chanteuse

## Galerie

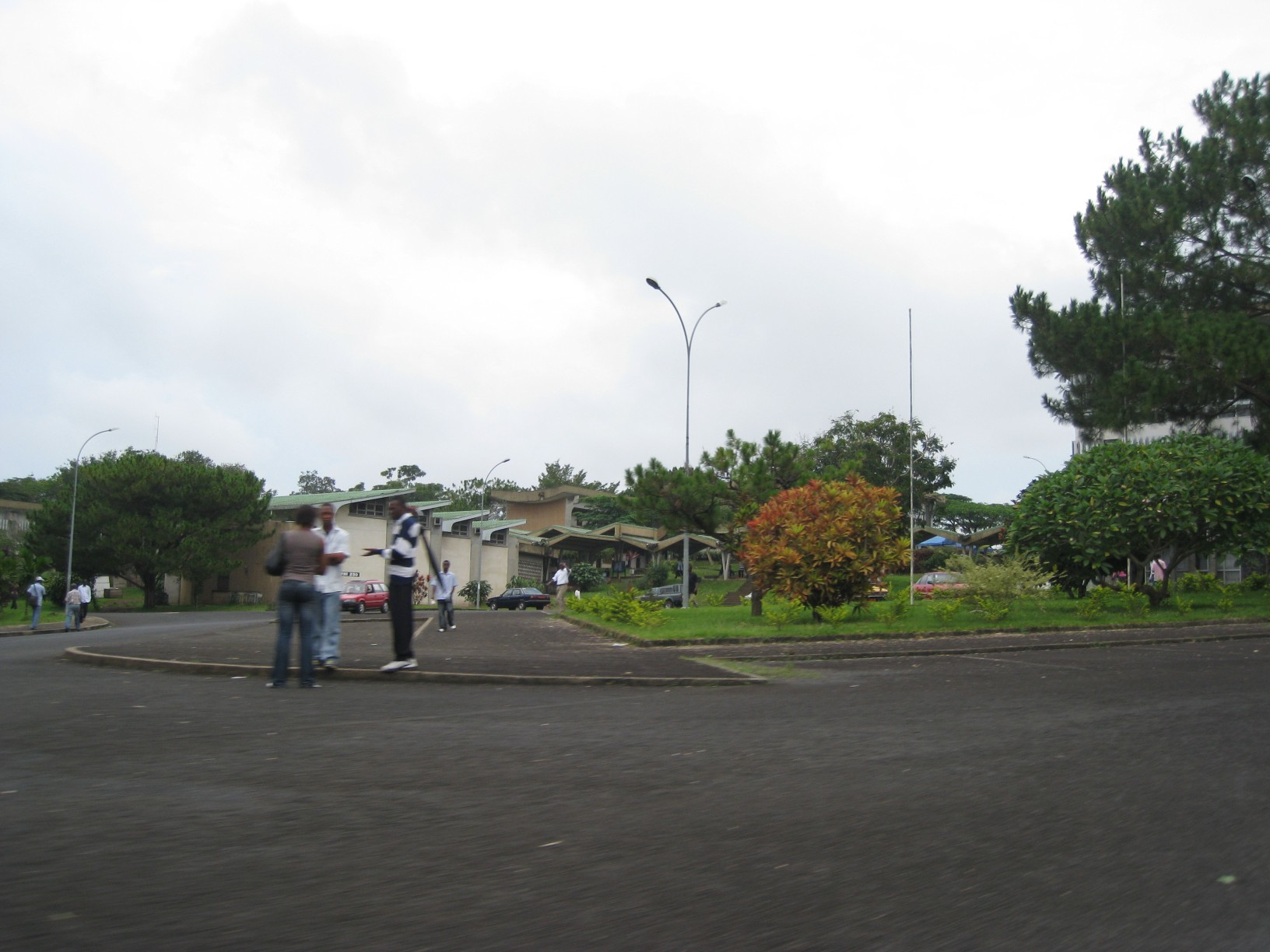
Campus principal
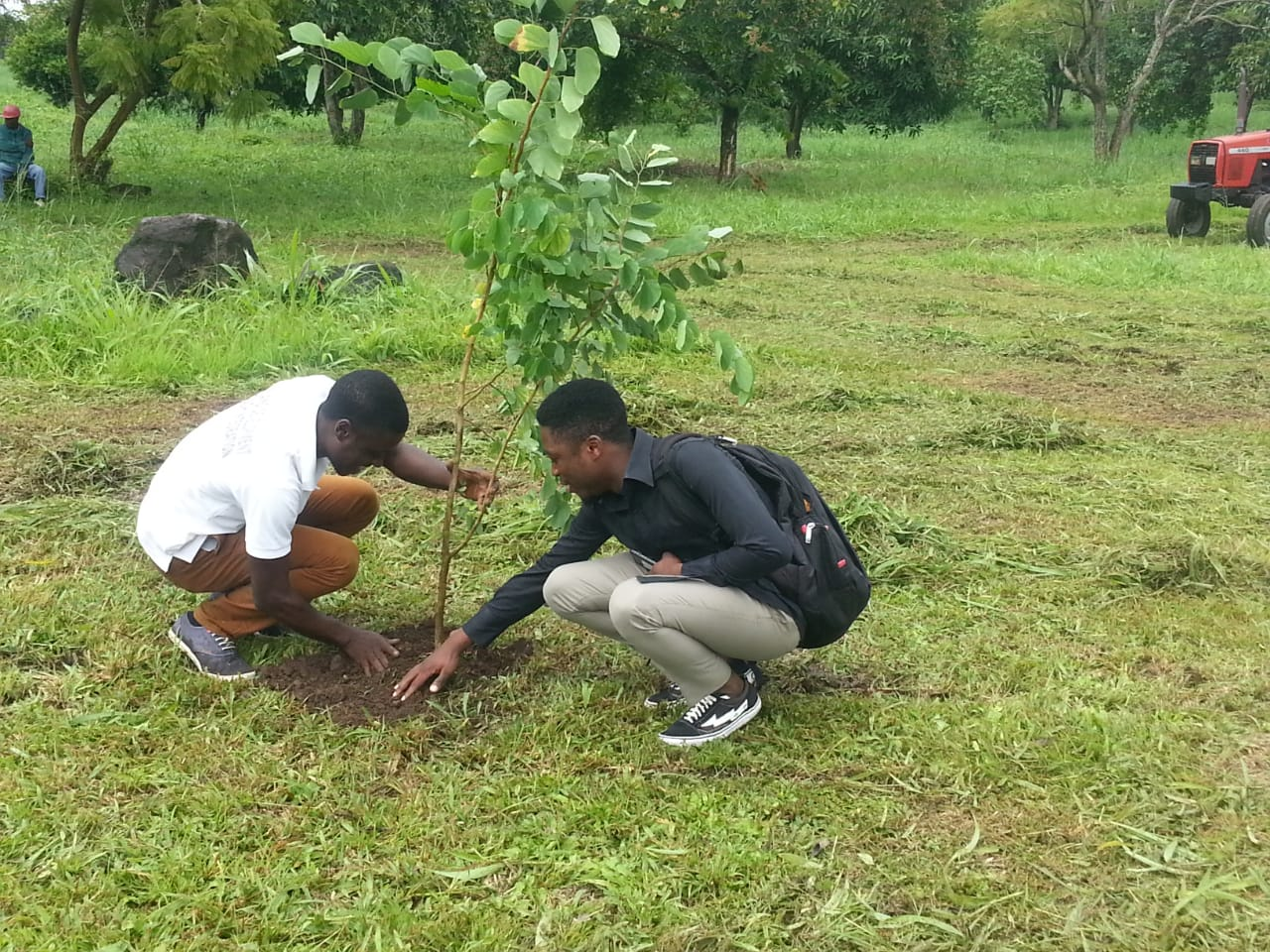
Arbres plantés dans le campus
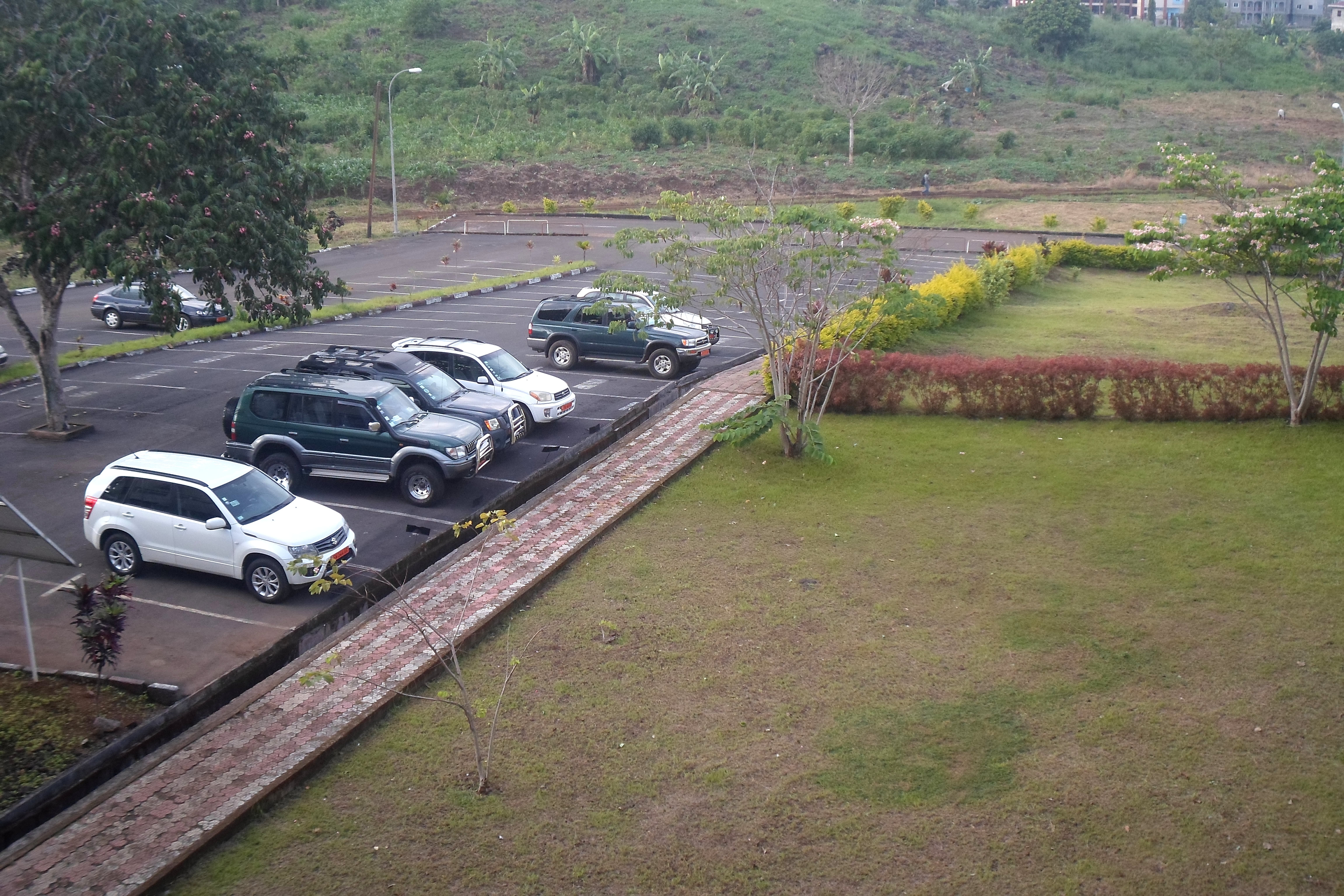
Parking
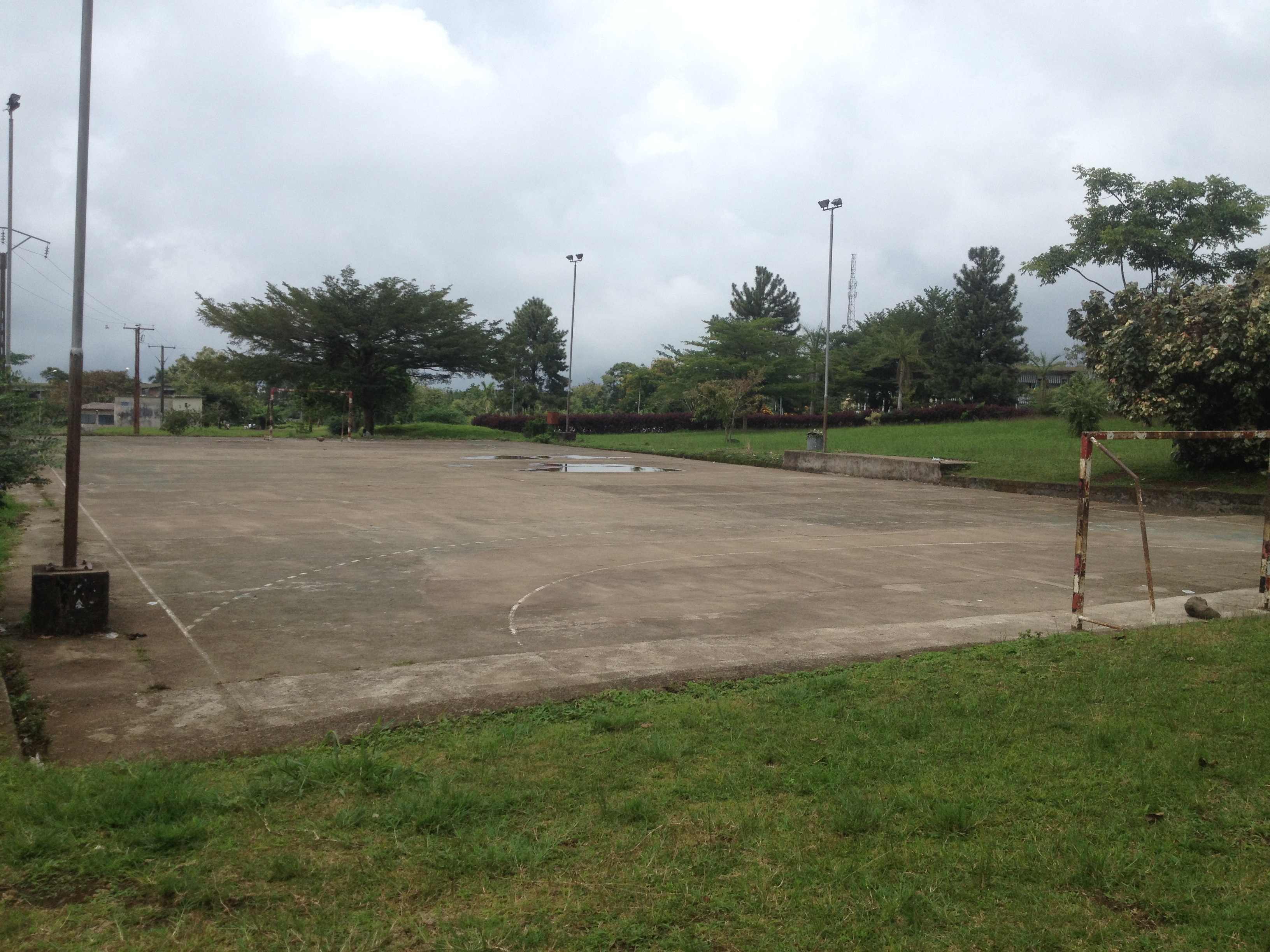
Terrain de handball
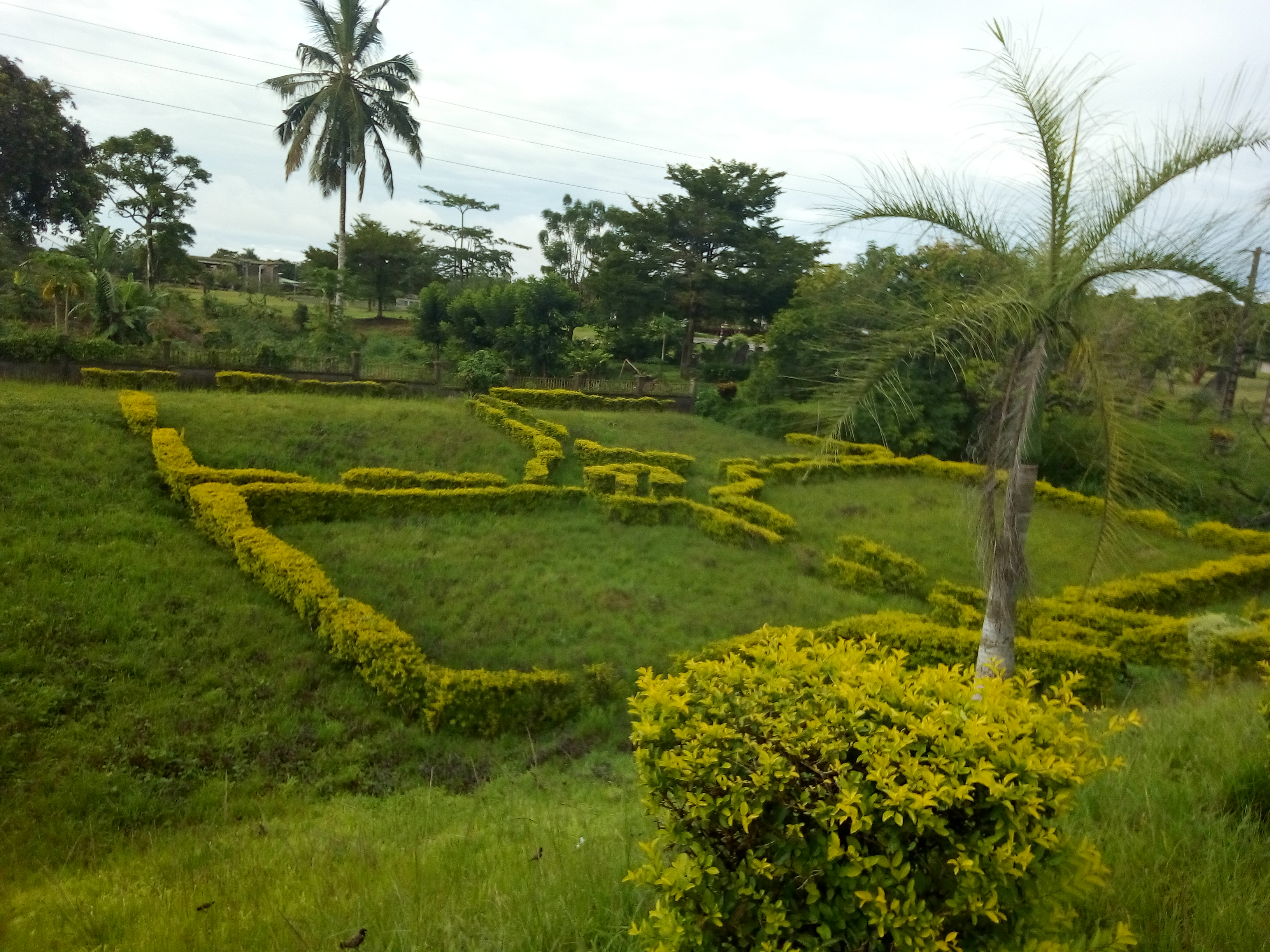
Jardin à fleurs
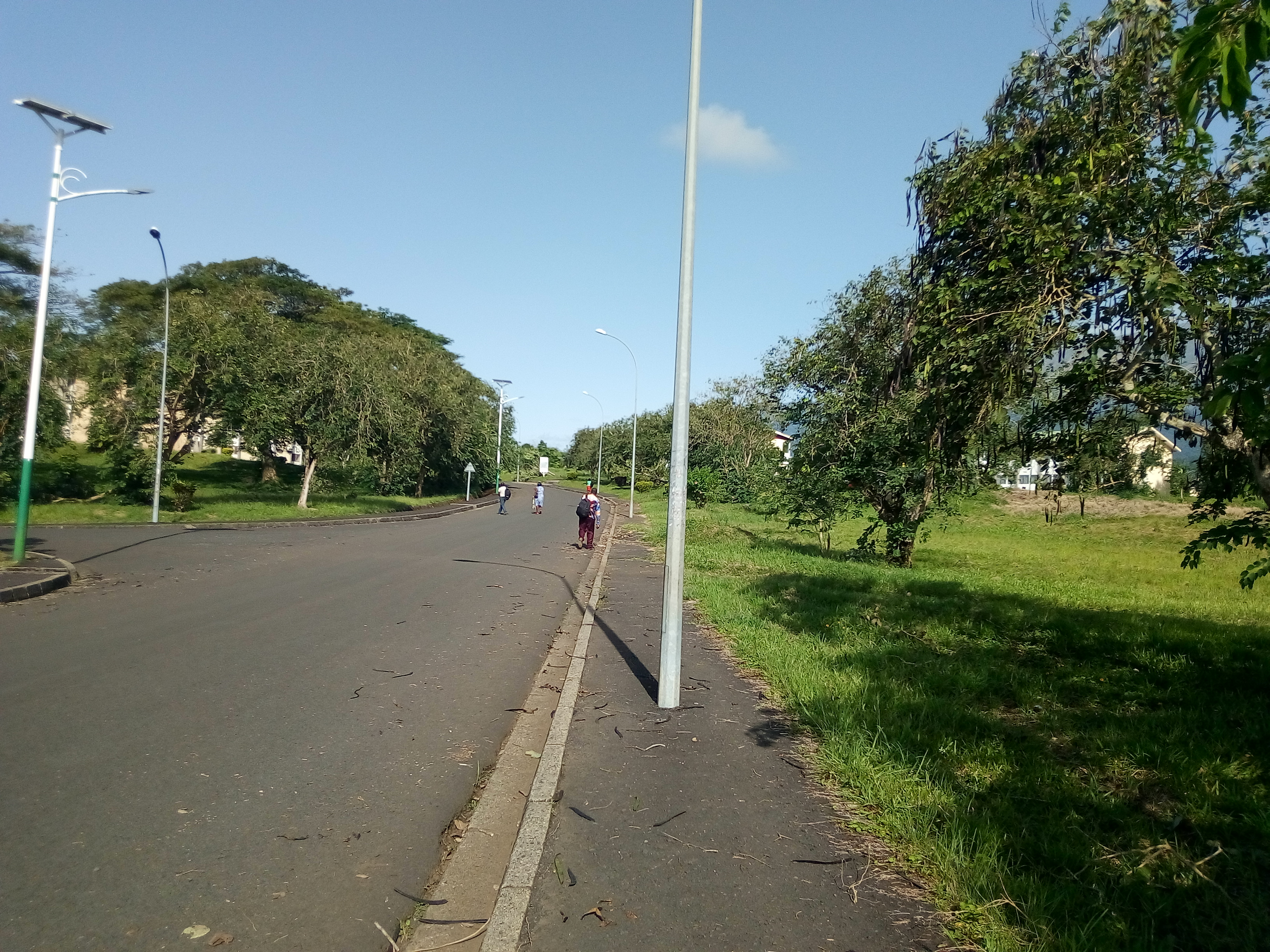
Quartier
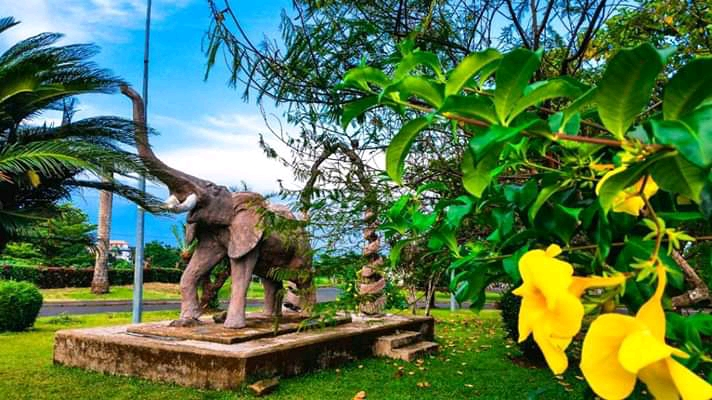
Monument d'éléphant
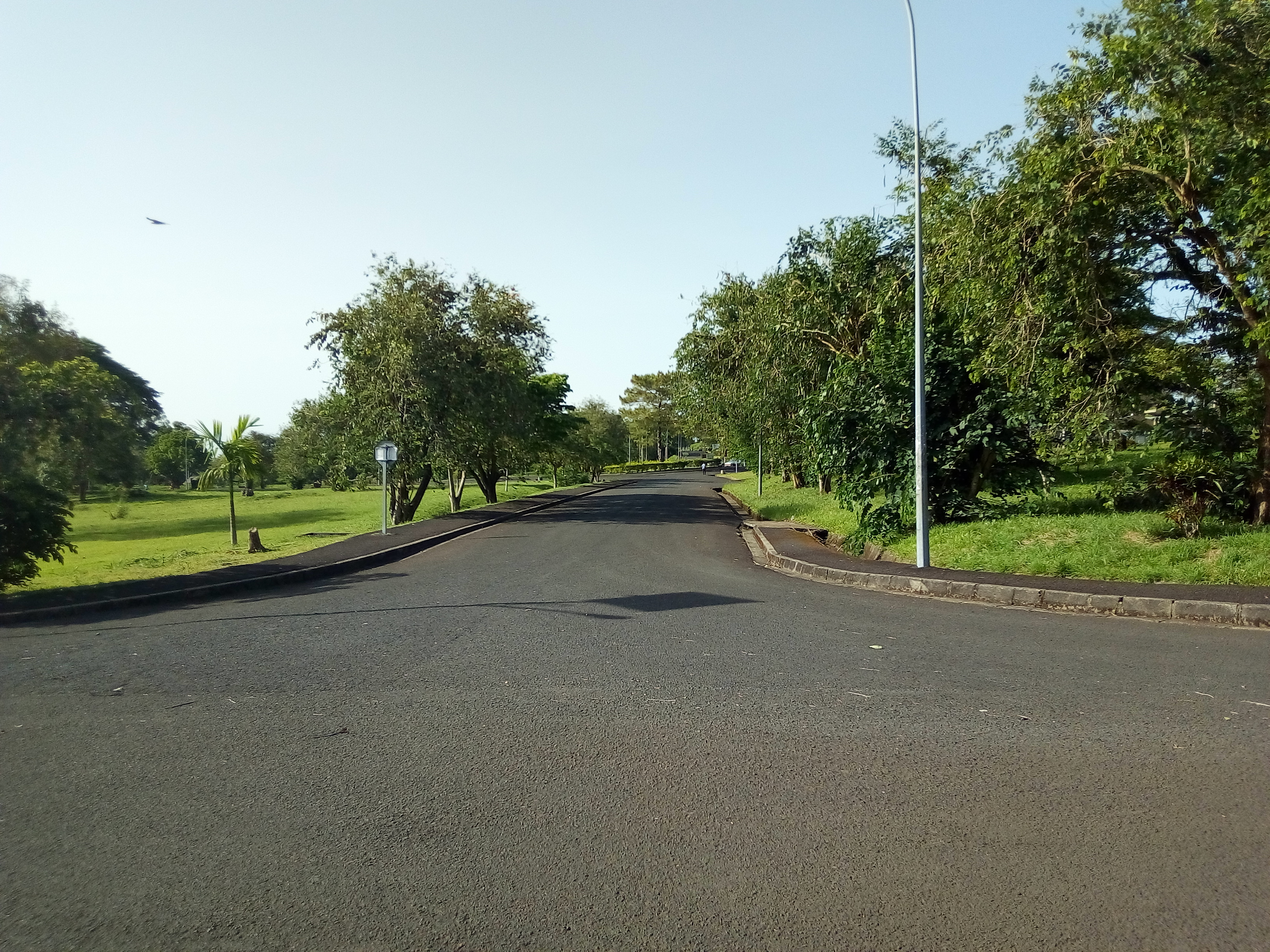
Quartier universitaire